# Reise in die Steppen des südlichen Russlands
Reise in die Steppen des südlichen Russlands (abreviado Reise Steppen Russl.) es un libro con ilustraciones y descripciones del farmacéutico, etnólogo y botánico alemán Karl Christian Traugott Friedemann Goebel y publicado en 2 volúmenes en los años 1837-1838 con el nombre de  Reise in die Steppen des südlichen Rußlands: unternommen von Goebel in Begleitung C. Claus u. A. Bergmann (Viaje a las estepas del sur de Rusia: hecho por Goebel en la compañía de Noel C. Bergmann y otros).